# Dolichowithius
Genre
Dolichowithius est un genre de pseudoscorpions de la famille des Withiidae.

## Distribution
Les espèces de ce genre se rencontrent en Amérique du Sud, en Amérique centrale et aux Antilles.

## Liste des espèces
Selon Pseudoscorpions of the World (version 3.0) :
- Dolichowithius argentinus Beier, 1959
- Dolichowithius brasiliensis (Beier, 1930)
- Dolichowithius canestrinii (Balzan, 1887)
- Dolichowithius centralis Beier, 1953
- Dolichowithius emigrans (Tullgren, 1907)
- Dolichowithius extensus Beier, 1932
- Dolichowithius granulosus Hoff, 1945
- Dolichowithius intermedius Mahnert, 1979
- Dolichowithius longichelifer (Balzan, 1887)
- Dolichowithius mediofasciatus Mahnert, 1979
- Dolichowithius minutus Mahnert, 1979
- Dolichowithius modicus Beier, 1932
- Dolichowithius simplex Beier, 1932
- Dolichowithius solitarius Hoff, 1945
- Dolichowithius vicinus Beier, 1932

Le sous-genre Oligowithius a été élevé au rang de genre par Romero-Ortiz, Sarmiento et Harvey en 2023.

## Systématique et taxinomie
Ce genre a été décrit par Chamberlin en 1931 dans les Cheliferidae. Il est placé dans les Withiidae par Weygoldt en 1970.

## Publication originale
- Chamberlin, 1931 : « A synoptic revision of the generic classification of the chelonethid family Cheliferidae Simon (Arachnida). » Canadian Entomologist, vol. 63, p. 289-294.